# Parafia Nawiedzenia Najświętszej Maryi Panny w Łączniku
Parafia Nawiedzenia Najświętszej Maryi Panny w Łączniku – parafia rzymskokatolicka w metropolii katowickiej, diecezji opolskiej, dekanacie Biała.

## Historia
Istnienie parafii wzmiankowano już w 1335. Stary kościół w Łączniku rozebrano w 1718. Kościół barokowy wzniesiono w 1723. Istnieje kult św. Walentego, którego obraz z XVII w. czczony jest w kościele parafialnym. Na terenie parafii znajdują się inne kościoły: św. Jadwigi Śląskiej w Mokrej, Niepokalanego Serca Maryi w Mosznej oraz św. Teresy Benedykty od Krzyża w Pogórzu. W Chrzelicach parafia posiada kaplicę pod wezwaniem św. Urbana, zaś w Pogórze - pod wezwaniem św. Rocha. Do parafii należą: Łącznik, Brzeźnica, Chrzelice, Dębina, Frącki, Mokra, Moszna, Ogiernicze i Pogórze. Parafia liczy 4081 wiernych.